# 瑪麗亞·安娜 (安哈特-德紹)
安哈特-德紹的瑪麗亞·安娜（德語：Maria Anna von Anhalt-Dessau，1837年9月14日—1906年5月12日），安哈特公爵利奧波德四世的女兒，母親是普魯士的弗蕾德里克。

## 家庭
1854年，瑪麗亞·安娜與普魯士的腓特烈·卡爾王子結婚，兩人共有1子3女：
1. 瑪麗（英语：Princess Marie of Prussia (1855–1888)）（1855年—1888年）
2. 伊麗莎白·安娜（1857年—1895年）
3. 路易絲·瑪格麗塔（1860年—1917年）
4. 腓特烈·利奧波德（1865年—1931年）